# Sosnovec
Sosnovec (in russo Сосновец) è un'isola russa del mar Bianco. Amministrativamente fa parte del Lovozerskij rajon dell'Oblast' di Murmansk, nel Circondario federale nordoccidentale.

## Geografia
L'isola è situata nella parte centrale del Gorlo del mar Bianco, vicino alla costa sud-orientale della penisola di Kola, tra capo Snežickij (мыс Снежицкий), a nord, e capo Sokolij (мыс Соколий) a sud. Lo stretto Sosnovskaja Salma (пролив Сосновская Салма) la divide dalla cosiddetta "costa Terskij", che va da capo Svjatoj Nos fino alla foce della Varzuga. La sua distanza dalla costa è di 3,5 km.
Sosnovec è lunga 1,4 km e larga 450 m; la sua altezza massima è di 16,2 m. La superficie dell'isola è piatta con la vegetazione tipica della tundra.
Al centro dell'isola si trova il faro Sosnoveckij (маяк Сосновецкий). L'isola non ha una popolazione permanente, l'insediamento più vicino è Sosnovka che si trova sulla costa alla foce dell'omonimo fiume.

### Clima
| Sosnovec (1991-2020) Fonte: | Mesi         | Mesi         | Mesi         | Mesi         | Mesi         | Mesi        | Mesi        | Mesi        | Mesi        | Mesi         | Mesi         | Mesi         | Stagioni | Stagioni | Stagioni | Stagioni | Anno  |
| Sosnovec (1991-2020) Fonte: | Gen          | Feb          | Mar          | Apr          | Mag          | Giu         | Lug         | Ago         | Set         | Ott          | Nov          | Dic          | Inv      | Pri      | Est      | Aut      | Anno  |
| --------------------------- | ------------ | ------------ | ------------ | ------------ | ------------ | ----------- | ----------- | ----------- | ----------- | ------------ | ------------ | ------------ | -------- | -------- | -------- | -------- | ----- |
| T. max. media (°C)          | −5,7         | −6,2         | −3,6         | 0,0          | 4,3          | 8,9         | 12,4        | 12,0        | 9,6         | 4,7          | −0,1         | −3,1         | −5,0     | 0,2      | 11,1     | 4,7      | 2,8   |
| T. media (°C)               | −8,0         | −8,6         | −6,1         | −2,5         | 1,6          | 5,9         | 9,3         | 9,6         | 7,6         | 2,8          | −1,9         | −4,9         | −7,2     | −2,3     | 8,3      | 2,8      | 0,4   |
| T. min. media (°C)          | −10,7        | −11,2        | −8,7         | −4,8         | −0,4         | 3,8         | 7,2         | 7,8         | 5,8         | 1,0          | −3,9         | −7,0         | −9,6     | −4,6     | 6,3      | 1,0      | −1,8  |
| T. max. assoluta (°C)       | 5,2 (1925)   | 4,4 (1928)   | 5,1 (2016)   | 11,2 (1921)  | 20,0 (1920)  | 22,0 (1974) | 26,5 (1972) | 26,7 (1975) | 17,8 (1932) | 15,5 (1974)  | 9,1 (1975)   | 7,4 (1975)   | 7,4      | 20,0     | 26,7     | 17,8     | 26,7  |
| T. min. assoluta (°C)       | −33,1 (1940) | −33,2 (1966) | −35,3 (1902) | −24,1 (1917) | −14,9 (1912) | −6,0 (1899) | −1,5 (1902) | −1,3 (1906) | −6,0 (1902) | −13,7 (1992) | −22,5 (1902) | −31,1 (1978) | −33,2    | −35,3    | −6,0     | −22,5    | −35,3 |
| Precipitazioni (mm)         | 18           | 16           | 17           | 16           | 28           | 35          | 37          | 43          | 35          | 39           | 25           | 22           | 56       | 61       | 115      | 99       | 331   |